# Hans Wegner
Pour les articles homonymes, voir Wegner.

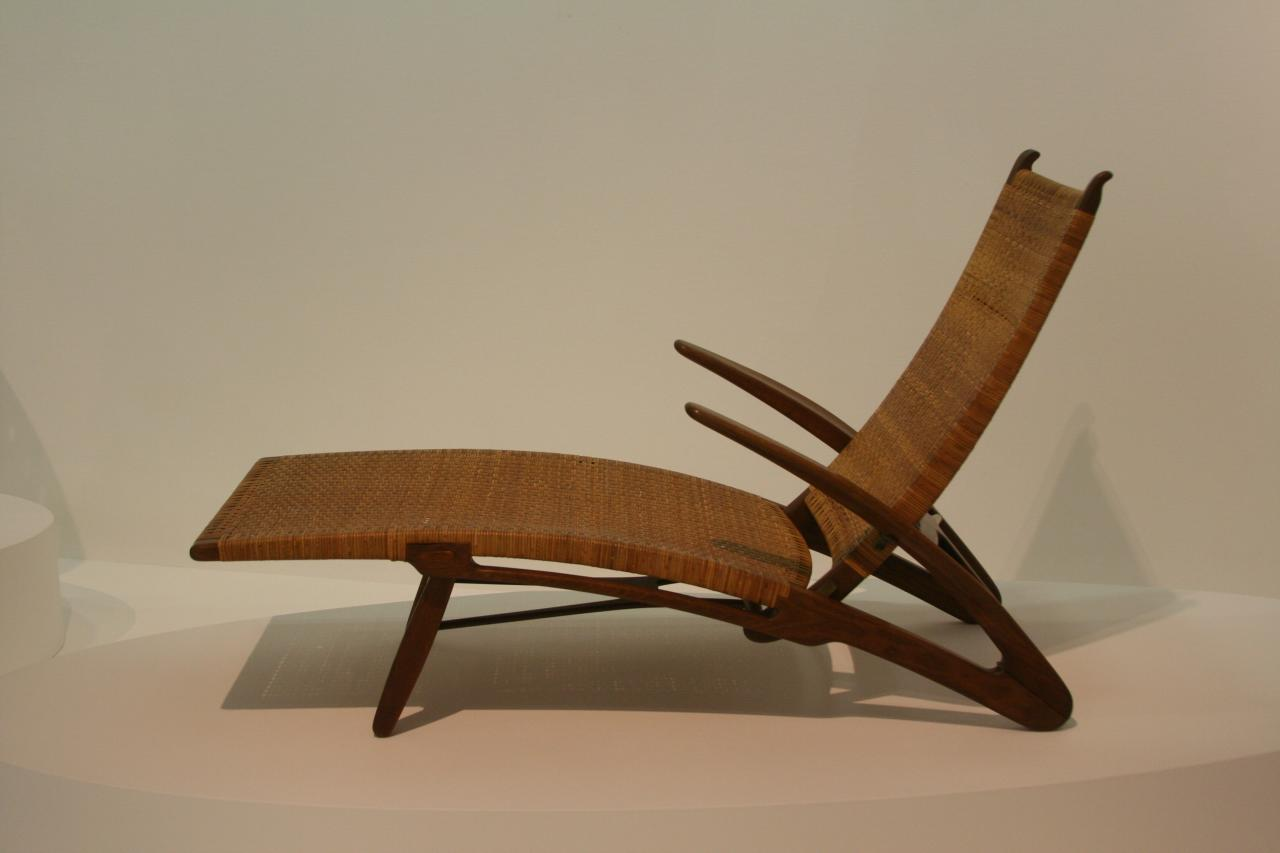
Fauteuil d'Hans Wegner au Centre Georges-Pompidou à Paris.

Hans Wegner (né le 2 avril 1914 et mort le 26 janvier 2007), est un designer danois.
Une de ses créations, « The Chair », est devenue mobilier historique aux États-Unis, après que le président John Kennedy, qui souffrait du dos et appréciait son confort, l'ait choisi, en 1960, pour son débat télévisé contre Richard Nixon. Ce choix déclencha un regain d'intérêt des Américains pour le mobilier des pays scandinaves,.
La société danoise Carl Hansen est le principal éditeur de mobilier dessiné par Hans J. Wegner.

## Biographie

### Jeunesse
Hans Jørgensen Wegner est né dans la commune de Tønder au Danemark le 2 avril 1914. Peter M. Wegner, son père, était un maître cordonnier. L’atelier de celui-ci lui a donc permis de se familiariser assez jeune aux outils d’artisanat ainsi qu’à l’art. En grandissant, il était attiré par les métiers manuels et rêvait de devenir sculpteur sur bois.

### Parcours académique
À l’âge de 14 ans, Wegner fit une formation pour devenir ébéniste chez Stahlberg, un maître dans sa profession. Durant les 3 à 4 années d’apprentissage auprès de l’artisan allemand, il fabriquait une grande variété d’objets du quotidien. Le jeune Hans avait un don pour le bois ainsi que pour le maniement des outils d’ébénisterie. À la fin de ses études à 17 ans, il passa l’examen final de Stahlberg et fut même employé par celui-ci . Il continua ainsi à travailler pour lui pendant 3 ans avant de devoir quitter son emploi pour faire son service militaire . En 1936, réalisant qu’il lui restait tant de choses à apprendre, il reprit des études en ébénisterie, mais cette fois-ci à l’Institut Technologique Danois où il resta moins de 3 mois. Dans la même année, décidant qu’il voulait débuter une carrière en tant que designer, il commença des études à l’École des Arts et Métiers de Copenhague. Après seulement deux ans d’enseignement, le jeune créateur arrêta sans obtenir son diplôme. Ce furent là ses dernières études. Hans Wegner a donc vécu un parcours académique assez inhabituel, mais qui l’a mené à une carrière fructueuse.

### Carrière
Immédiatement après la fin prématurée de ses études, en 1938, Wegner fut nommé chef de projet pour le design des meubles de la bibliothèque de Nyborg. C’est donc lui qui créa l’entièreté du mobilier de cet édifice. En effet, il avait commencé à travailler avec les architectes Erik Møller et Arne Jacobsen qui l’avaient chargé de ce projet. On lui demanda, par la suite, de meubler l’Hôtel de Ville d’Aarhus avec ses créations . Dans la même année 1940, il travailla avec le maître ébéniste Johannes Hansen. De 1943 à 1946, il dirigea son propre bureau de design pour ensuite aller travailler auprès de l’architecte Palle Suenson. Ce n’est que deux ans plus tard qu’il décida de retourner dans son studio. En 1945, pendant la guerre, Hans Wegner travailla avec un ancien collègue de classe, Børge Mogensen (da) (1914-1972), un architecte talentueux, dans le cadre d’une compétition pour meubler deux appartements de deux et trois pièces. Le but de ce concours était de penser et de produire du mobilier de qualité pour une famille de quatre personnes (deux parents et deux enfants) ayant un prix tout à fait abordable. Les deux designers ont relevé le défi haut la main.

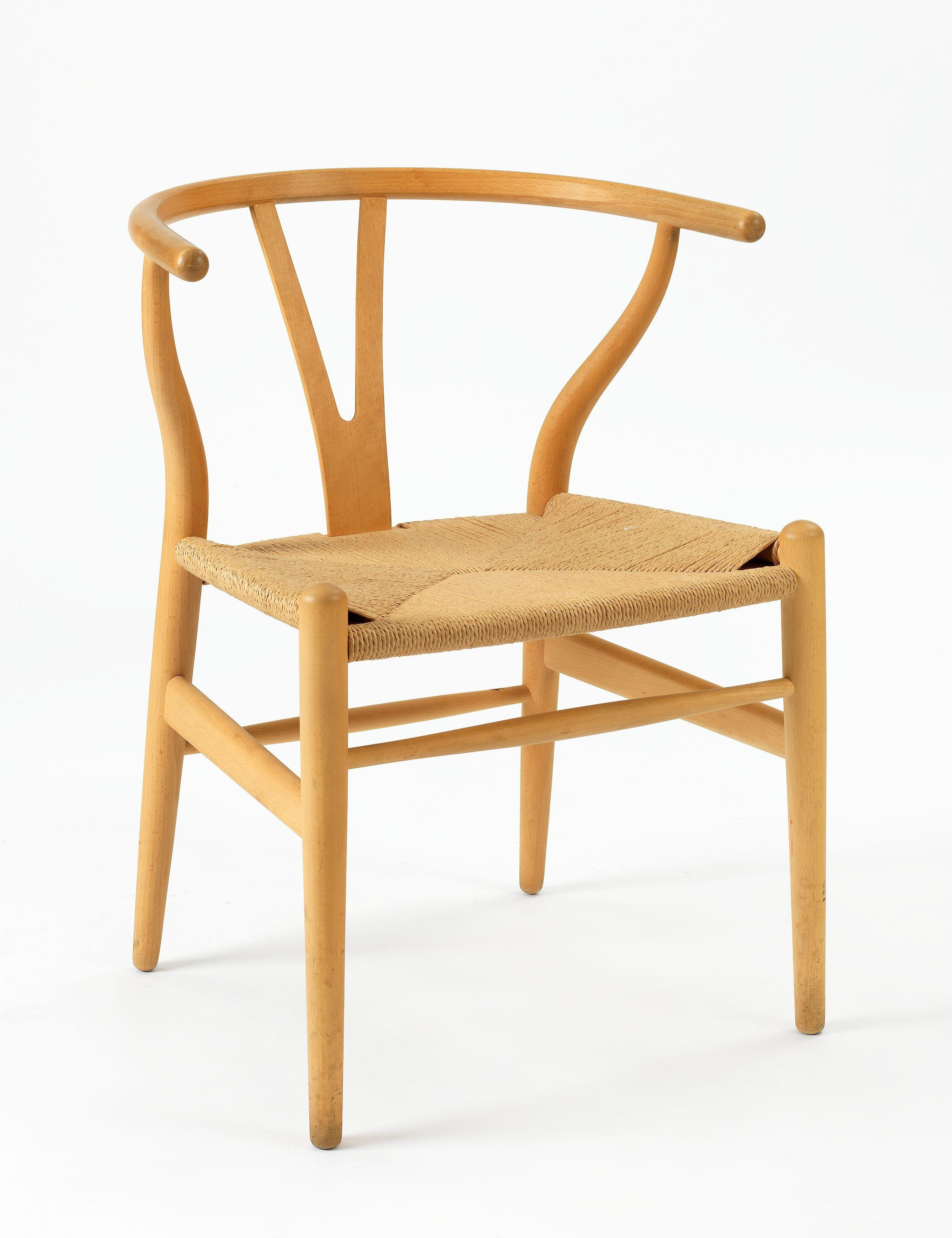
Wishbone Chair.

Pour Hans Wegner, ses premières années de designer ont été consacrées à ne garder que le squelette, soit l’essentiel, des vieilles chaises et de les retirer de leur enveloppe démodée. En effet, les premières chaises de Wegner reprennent des modèles traditionnels iconiques tels que la Peacock Chair qui est une reprise de la Windsor (1947) ou la Wishbone Chair qui est une reprise de chaises Ming.

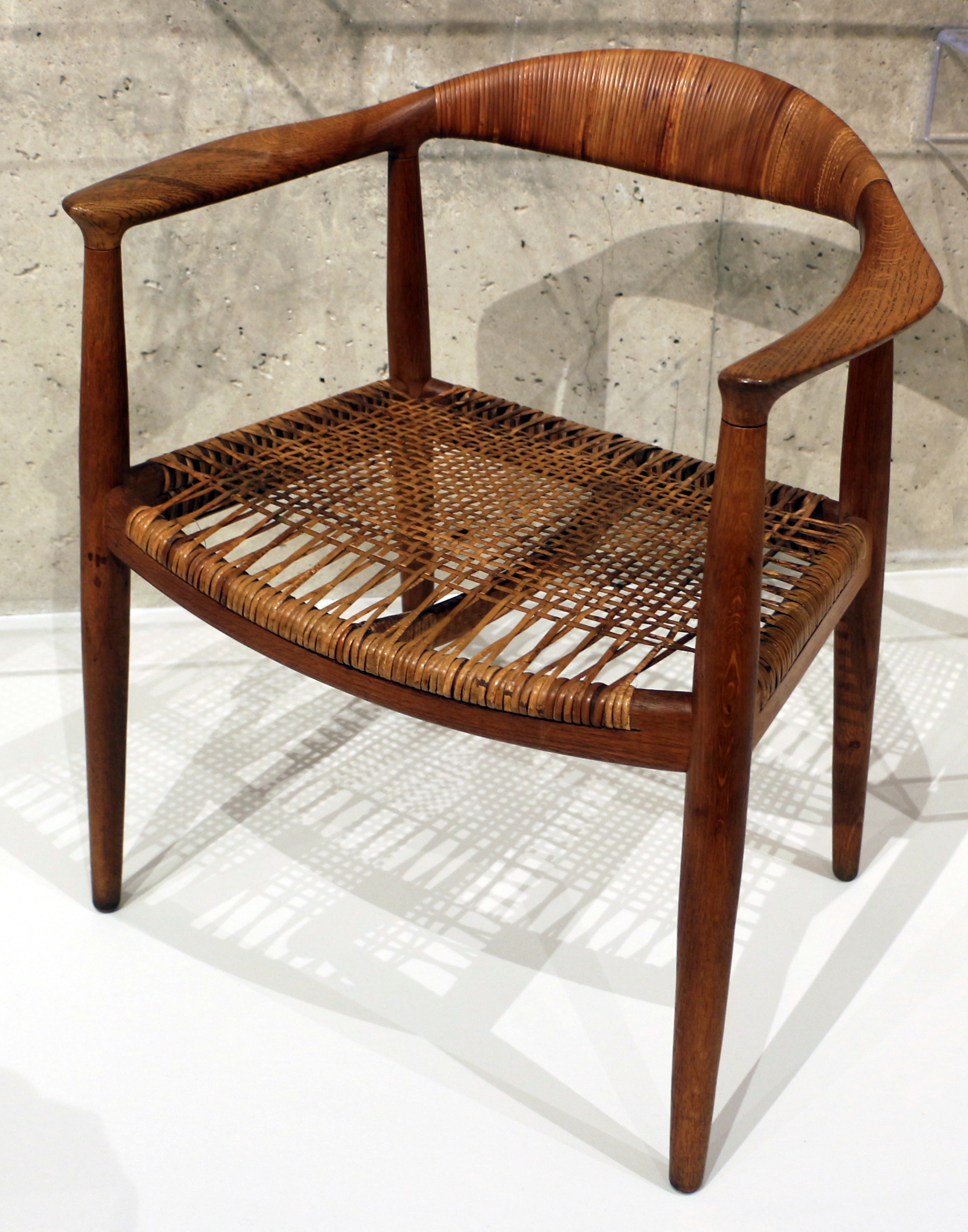
The Chair, Milwaukee Art Museum.

À la fin de la guerre, Wegner se sentit enfin libéré et il eut l’impression que le monde s’ouvrait devant lui et ainsi s’offrait un éventail de possibilités. C’est dans le courant de l’année 1950 qu’Hans Wegner se fit connaître mondialement. En effet, Interiors, un magazine américain publia un numéro avec la chaise de Wegner « The Chair » en couverture et déclara que c’était « la plus belle chaise du monde ». Ce ne fut pas qu’une découverte du designer, mais aussi une découverte du design danois. Un an plus tard, le prix Lunning, alors qu’il venait tout juste d’être créé, était attribué à Hans. C’était le début d’une série de récompenses. Par exemple, en 1995, l’Académie royale danoise des Beaux-Arts l’élut membre d’honneur. Puis, en 1997, il reçut le « 8e International Design Award » et fut désigné membre d’honneur du Royal College of Art. Hans Wegner décéda le 26 janvier 2007, au Danemark, à l’âge de 92 ans. Encore aujourd’hui, ses créations sont exposées dans les musées les plus réputés au monde comme le Musée d’Art moderne de New York.

## Position philosophique

### Une chaise ne devrait pas avoir de derrière
Premièrement, selon Wegner, une chaise ne devrait pas avoir de derrière. Ce que le designer veut dire par là c’est qu’elle devrait être esthétique, peu importe de quel côté elle est observée. Comme il l’a dit lui-même : « on ne devrait pas être capable de distinguer où elle commence et où elle finit ». Il est donc vraiment important que tous les détails soient pris en compte pour que la chaise soit la mieux pensée possible. Aussi, d’après lui, le dessous d’une pièce en dit long sur sa conception. Ainsi, si on la renverse complètement et que son dessous semble être bien construit, le reste devrait l’être tout autant .

### Le grain et le type de bois
Deuxièmement, tout au long de sa carrière, Wegner a eu une relation très particulière avec le bois. Étant menuisier de formation, il connaissait tout de cette matière et en était amoureux. Pour lui, choisir le bon bois pour le bon projet est donc primordial. En effet, il faut associer les propriétés d’un certain bois avec certains designs et pas d’autres. Cela permet d’assurer la qualité et la pérennité des pièces. Aussi, Wegner considère le grain du bois un facteur important dans la conception d’un objet étant donné que son veinage est tout à fait visible. Il faut donc choisir avec soin son bois puisque cela va définitivement avoir un impact sur l’apparence du design final. Évidemment, comme chaque morceau est unique, savoir agencer les différentes pièces ensemble se révèle aussi être tout un art. La technique d’Hans pour cacher la démarcation que pourraient créer des teintes de bois trop différentes est d’en placer un dont la couleur contraste énormément entre les deux morceaux. Cela atténue grandement le contraste de ton entre les deux pièces .

### Montrer la logique dans la structure
Il faut montrer la logique dans la structure selon Hans. En effet, comme le designer a dit lui-même que si un objet ou un meuble est bien conçu, il est dur d’exprimer pourquoi il a été pensé de cette façon, car il y a trop de facteurs à prendre en compte. En même temps, il ne faut pas que la chaise, par exemple, soit plus compliquée que ce qu’elle est vraiment, parce que dans ce cas, cela ne fait que lui ajouter de la lourdeur sans améliorer sa qualité. Aussi, si l’objet est réellement bien pensé, il devrait donc être dur de dire comment il aurait pu être conçu d’une autre façon. De plus, il arrive parfois que certaines parties d’une structure qui sont nécessaires au bon fonctionnement de l’objet aident aussi à forger son caractère . En bref, si un meuble est réellement bien conçu, personne ne penserait à dire comment le faire autrement.

### Wegner et l'artisanat
Comme susmentionné, Wegner a baigné toute sa jeunesse dans l’artisanat, étant donné que son père était cordonnier et qu’il a lui-même fait des études en menuiserie. Il a déjà avoué qu’il se sentait plus un artisan qu’un designer . Malheureusement, le créateur se rendait bien compte que les métiers manuels traditionnels se perdent de plus en plus au fil du temps et que maintenant, il n’y a plus la même qualité qui est mise dans l’exécution du travail. Il se souvenait souvent mélancoliquement du temps où chacun façonnait ses propres outils. L’artisanat est une combinaison de savoir-faire dans les matériaux, dans la construction et dans le processus, mais il a été remplacé petit à petit par l’industrie . Du côté du coût des créations de Hans, il a toujours voulu travailler avec les meilleurs matériaux et les meilleures techniques possible. Il est donc normal que ses créations soient un peu plus chères, car s’il coupait dans les prix, il était impossible pour lui d’en tirer un profit. Par conséquent, il est facile de copier une chaise de ce designer en réduisant la qualité du bois. Par contre, comme le disait Hans, il faut savoir qu’en diminuant la qualité du bois, on réduit aussi la qualité du produit final .

### Wegner et le design danois
La période la plus prolifique pour le design danois se trouve dans la dizaine d’années qui a suivi la fin de la Seconde Guerre mondiale. Hans Wegner, accompagné de Finn Juhl, Arne Jacobsen, Børge Mogensen, Poul Kjærholm et Verner Panton sont les créateurs danois les plus connus de leur temps. Dans toute cette bande, Hans Wegner était vu comme un excellent et créatif menuisier ayant une vision pratique des choses. Les valeurs de ces designers étaient similaires, mais leur parcours et leurs œuvres se sont révélés être, par contre, distincts. Le design danois se base sur le fonctionnalisme : une théorie et un style où les objets représentent leur fonction et sont constitués de géométries simples. Le design danois a donc repris cette façon de penser, mais en y ajoutant une vision organique et en y intégrant l'interaction de l'utilisateur avec l'objet ; c’est ce qu'on appela le fonctionnalisme organique. Par contre, les créations danoises devaient parler à tous les sens et rester simples dans leurs formes. Hans Wegner explique que le design danois est la continuelle simplification des choses ; rendre une chaise à son strict minimum : quatre pattes, une assise et un dossier combiné avec les accoudoirs. Il est bien possible d'imaginer que c'est de ce raisonnement qu'est née la chaise « Round » .

## Démarche créative et traits particuliers

### Étapes de la démarche créative
Premièrement, Hans explique qu’il ne se lance jamais dans son processus de conception de chaise en se disant qu’il veut créer une œuvre d’art. Il commence plutôt par une tache simple : il veut créer une bonne chaise .
Deuxièmement, il commence à faire des esquisses. Il en fait des tonnes, de tailles assez petites, et ne s’arrête pas à la première idée. Par contre, il a une fois partagé que le produit fini ressemble de façon surprenante aux premiers croquis. Quand Wegner crayonne ses idées, il fait des dessins très rapides qui expriment soit une chaise en entier, soit une allure générale représentée par des lignes de construction ou un détail d’une partie de celle-ci .
Troisièmement, une fois qu’il a trouvé l’allure générale qu’il veut donner à la chaise, il en fait des modèles réduits qui sont 5 fois plus petits que la taille réelle (1 : 5). Pour que ces modèles soient les plus fidèles à ce qu’ils donneraient en taille réelle, Hans utilise le même bois, les mêmes techniques de mise en forme, les mêmes joints, etc. que pour la vraie. Comme cela, si l’on prend une photo de l’objet réduit, la taille ne compte plus et on le voit en format réel. Il disait lui-même que, comme cela, si cela lui prend 3 heures à tisser l’assise d’un siège sur le modèle réduit, cela lui prendrait le même temps pour le modèle 1 : 1. Cela lui permet donc aussi d’estimer la production de l’objet .
Quatrièmement, une fois qu’il a trouvé le modèle 1 : 5 dont il est le plus fier, il le construit en taille réelle. Par contre, cette fois-ci, il se soucie moins du matériau, il se contente plus de ce qui lui est disponible. En effet, il se sert de ce modèle pour tester le confort du siège, car il en prend peu pour être mal assis. Wegner regarde donc l’inclinaison, la hauteur ainsi que le dossier de la chaise pour vérifier que rien n’est mal proportionné. Hans disait lui-même que le modèle doit être assez vite fait et ne doit pas coûter trop cher, car si c’est le cas, cela peut nous retenir de faire des changements dessus par la suite .
Cinquièmement, il fait un dernier dessin en taille réelle par rapport à la chaise. Il crayonne en premier la chaise complète sur la feuille, puis il superpose les différentes vues sur ce premier dessin. Ces représentations viennent donc couvrir l’entièreté de la feuille .
Finalement, les chaises conçues par Wegner entrent dans l’étape de production. En premier, les artisans sélectionnent prudemment le bois en faisant attention à son grain et à sa couleur ainsi qu’à la présence de nœuds. En effet, comme celui-ci n’est pas caché sous de la peinture opaque ou en dessous d’un revêtement quelconque, il fait donc partie du caractère qu’aura la chaise en fin de production. Ensuite, les créations de Hans sont façonnées par un mélange de machines et d’artisans. Ceux-ci gèrent ainsi tout ce que les machines ne savent pas faire pour le mieux. L’assemblage est si précis qu’il doit être fait à la main. En effet, il ne faut pas créer de faiblesse dans le bois pour ne pas compromettre sa structure. Étant donné que le processus de conception est extrêmement rigoureux et qu’il mène à des résultats avoisinant la perfection, la chaise n’a pas nécessairement besoin de revêtement. Parfois, Wegner choisit de la laquer, mais la majeure partie du temps, elle est seulement polie puis traitée au savon et à l’eau. Cela lui permet donc de prendre du caractère et de la beauté en vieillissant .
En bref, la démarche créative et la production des objets restent toujours les mêmes pour Hans. Étant ébéniste de formation, il adore manipuler cette matière et travailler de pair avec les autres artisans sur ses projets pour leur production. Il a même avoué que, parfois quand il est perdu, il se demande ce qu’il ferait s’il était un artisan et qu’il avait les matériaux entre les mains. Wegner a aussi révélé que dans ce genre de cas, il retourne souvent dans son atelier. C’est pour cela qu’il dit se sentir plus un artisan qu’un designer .

### Wegner et le bois
La position philosophique de Wegner sur le bois a été abordée. En effet, ce designer voit le bois comme personne. Presque la totalité de ses créations sont faites de ce matériau ou en comprennent une pièce. Ayant travaillé avec le bois durant toute sa jeunesse et étant ébéniste de formation, il est certain qu’Hans est très attiré par cette matière. Il a même une fois révélé qu’il pensait que l’amour pour le bois était universel. Selon lui, personne n’arrive à s’empêcher de toucher et de sentir ce matériau . Aussi, ses études et sa passion pour cette matière l’ont poussé à comprendre ses caractéristiques mieux que personne. Il a lui-même dit que cela prend toute une vie pour finir par bien saisir un matériau, mais que comme il a grandi avec le bois et qu’il a une passion pour celui-ci, il sait comment bien l’utiliser .

### Wegner et l'usage des joints
Durant toute sa vie, Hans était irréprochable par rapport à son usage des joints, surtout à la façon dont il les incorporait à ses créations. La chaise « Round » par exemple, est constituée de quatre joins de type tenons-mortaises qui lient les accoudoirs et le dossier aux pattes. Ils sont si bien intégrés à la pièce qu’ils sont à peine perceptibles . Parfois, par contre, Hans préfère laisser les jonctions visibles. Par exemple, dans la chaise Paon, la connexion entre les pattes à l’assise est mise en valeur par l’utilisation du bois de Rose (de teinte foncée). Mais, encore une fois, cette manœuvre est si bien effectuée que la jointure fait entièrement partie du caractère donné à la chaise. Wegner était conscient que le bois, étant un matériau « vivant », est toujours en mouvement. Il savait donc que ses joints pouvaient bouger avec le temps. En conséquence, lorsqu’il pensait qu’une partie de l’assemblage pouvait éventuellement se modifier, il préférait utiliser des joints en biseau ou des chanfreins pour réduire l’effet du mouvement . De plus, il était conscient qu’il y a deux endroits où une conception est susceptible d’avoir des faiblesses, dans ses joints ou dans ses éléments structuraux. Il est donc aussi important d’avoir des connexions effectuées à la perfection que d’avoir les bons matériaux .

## Approches par rapport à l'usager

### Points de contact
Wegner a toujours mis au centre de son processus de conceptions les points de contact du corps avec les objets. Une chaise n’est que finie quand quelqu’un s’assoit dedans : c’est ce qu’il a un jour proclamé. En effet, selon lui, la chaise est la chose qui est la plus près des gens et les points de contact font intégralement partie de l’expérience que l’utilisateur aura de celle-ci. Il est donc important pour ce designer que tous les détails soient en ordre. Par exemple, il explique pourquoi certains rails supérieurs de ses chaises sont courbés dans différents sens : pour que le dos et les bras, qui reposent dans des angles différents puissent chacun avoir le plus de surface de contact possible. C’est, par exemple, un détail technique qu’il est possible d’observer sur sa célèbre chaise « Round ». C’est le genre de choses, a-t-il dit, qui ne peuvent pas se dessiner, mais qui se ressentent . De plus, après l’analyse de l’Œuvre de Wegner il est possible d’observer que c’est une habitude pour Wegner de vraiment s’intéresser et s’interroger sur l’interaction de l’usager avec ses designs ; c’est un point qu’il n’oublie jamais lors de son processus créatif. Un exemple de cela est quand Wegner devait dessiner des chaises de bureau pour des dactylos. Tout le monde supposait que, comme ces professionnels devaient se tenir avec le dos droit pour écrire, il fallait plus de soutien au niveau des vertèbres lombaires. Néanmoins, Hans remarqua qu’ils écrivaient que pour des petites périodes de temps. Alors, il voulut créer une chaise ou les dactylos pouvaient s’y sentir confortables dans toutes sortes de positions .

### Formes organiques
Comme susmentionné, Wegner concevait ses objets à la façon danoise et a donc fait partie de ceux qui pratiquaient le fonctionnalisme organique. Il s’est beaucoup intéressé à ces formes lorsqu’il travaillait avec le contreplaqué, comme il est possible de constater avec le fauteuil « Shell » (dont il sera discuté plus tard dans le texte). Dans plusieurs de ses créations, comme la chaise « Round », il a simplement lissé les courbes, les formes et les lignes pour créer, encore une fois un effet très organique. Ce thème est donc assez intégré dans l’ensemble de son Œuvre.

### L'utilisateur fait partie du design
La différence entre une œuvre d’art et un design se situe dans la solution ou un outil qu’il donne face à un problème. C’est pour cette raison que Wegner trouve très important de construire des modèles. De cette façon, il peut s’assurer que la chaise est en ordre, confortable et répond à sa liste de critères spécifiques. Il faut savoir que parfois, quelques centimètres (voire millimètres) suffisent pour qu’une chaise passe d’inconfortable à parfaite .

## Distinctions
- Médaille du Prince Eugène
- C. F. Hansen Medal
- Médaille Eckersberg

## Cote
- Un fauteuil estampillé de 1953 a été vendu 11 000 € en janvier 2005.